# Trigonidium kundui
Trigonidium kundui är en insektsart som först beskrevs av Bhowmik 1971.  Trigonidium kundui ingår i släktet Trigonidium och familjen syrsor. Inga underarter finns listade i Catalogue of Life.